# Kościół św. Wawrzyńca w Głogowie
Kościół pw. św. Wawrzyńca w Głogowie – rzymskokatolicki kościół położony w Głogowie.

## Historia
Brzostów (dawniej osobna miejscowość, obecnie część Głogowa) zbudowany został ok. roku 1502, na miejscu wcześniejszego. Budowniczymi byli Michał Horn i Hans Lincke. Pierwsza świątynia,  wzmiankowana w 1399 roku, uległa spaleniu w połowie XV wieku. Poza nielicznymi przebudowami bryła kościoła nie zmieniła się znacząco od tego czasu. Kościół ma ciekawą historię, np. w 1639 roku szwedzka konnica kwaterowała w świątyni, a w roku 1806 Francuzi magazynowali tam amunicję. Po przyłączeniu Brzostowa do miasta Głogowa kościół stał się jedyną średniowieczną budowlą, która nie uległa zniszczeniu podczas II wojny światowej.
W kościele św. Wawrzyńca zachowała się część wyposażenia rozebranego w XIX wieku kościoła św. Piotra znajdującego się w pobliżu Zamku Książąt Głogowskich. Jest to ołtarz główny oraz znajdujący się w zakrystii obraz. Przedstawia on Maryję z Dzieciątkiem. Jest to tak zwany obraz różańcowy (Maryja w lewej ręce trzyma różaniec, a w prawej berło).

## Rys architektoniczny
Wyposażenie kościoła pochodzi z późniejszego okresu. Barokowy ołtarz główny trafił tu z kaplicy różańcowej kościoła dominikańskiego pod wezwaniem św. Piotra w Głogowie.  Ma on budowę symetryczną. Oba boczne ołtarze pochodzą z kościoła franciszkańskiego pod wezwaniem św. Stanisława. Nastąpiło to po sekularyzacji, jaka miała miejsce w 1810 roku. Nowe są płyty ołtarza ukazujące świętą Familię, natomiast pozłocone rzeźby przedstawiające świętego księcia Wacława i franciszkanina świętego Antoniego z Padwy są stare. W roku 1933 usunięto wiele przeróbek z roku 1804 jak i wcześniejszych barokowych, dzięki czemu przywrócono kościołowi gotycki charakter.
Wykonany jest jako surowa budowla z cegły o układzie polskim i częściowo z kamienia polnego (granitu) w stylu gotyk, orientowany. Podparty jest zewnętrznymi filarami przyporowymi. Posiada czteropiętrową, kwadratową wieżę zwieńczoną kopułą w kształcie ula. Wnętrze jest jednonawowe z prostokątnym prezbiterium. Nawa główna i chór są dwujarzmowe, ponadto nawa główna posiadała pierwotnie trzy wąskie okna (obecnie zamurowane).
Na sklepieniach znajdują się barokowe malowidła. We wnętrzu kościoła zachowały się z czasów jego powstania dwa gotyckie portale, na których widnieje data 1502. Znajdują się one w południowej i północnej ścianie nawy głównej. Nad jednym z nich, prowadzącym do zakrystii, namalowany jest gotycki fresk przedstawiający Maryję w płaszczu, która osłania nim swych podopiecznych. Prawdopodobnie są to przedstawiciele rodu królewskiego, zakonnicy i duchowni. Ów temat maryjny uważany jest jako najbardziej popularny w średniowiecznej sztuce ikonografii. Warto dodać, iż motyw płaszcza pojawia się w starożytności, kojarzono go z symbolem władzy królewskiej. Fresk pochodzi z przełomu XV i XVI wieku i należy do nielicznych elementów tego typu sztuki sakralnej w Polsce.

## Wyposażenie
Ambona ma na pokrywie dwie tablice przykazań bożych. Na koszu umieszczone są trzy płaskorzeźby przedstawiające św.Katarzynę, Baranka Bożego i św.Wawrzyńca.
Późnogotycka chrzcielnica z piaskowca, średnicy 73 cm i wysokości 94 cm w kształcie ośmioboku. Czaszę obiega inskrypcja: "Bem...+ Jakobe + Michel + Horn + Anno MCCCCCIX" (1509).
Obecnie w nawie bocznej stoi chyba najbardziej wartościowy element kościoła: drewniana Pietà z okresu budowy świątyni, ukazująca Maryję z konającym Chrystusem.

## Otoczenie
Z kościołem św. Wawrzyńca sąsiadowała niegdyś XVIII-wieczna świątynia ewangelicka, która, mimo że również przetrwała II wojnę światową bez większych zniszczeń, została rozebrana w latach 60. XX wieku.

## Galeria

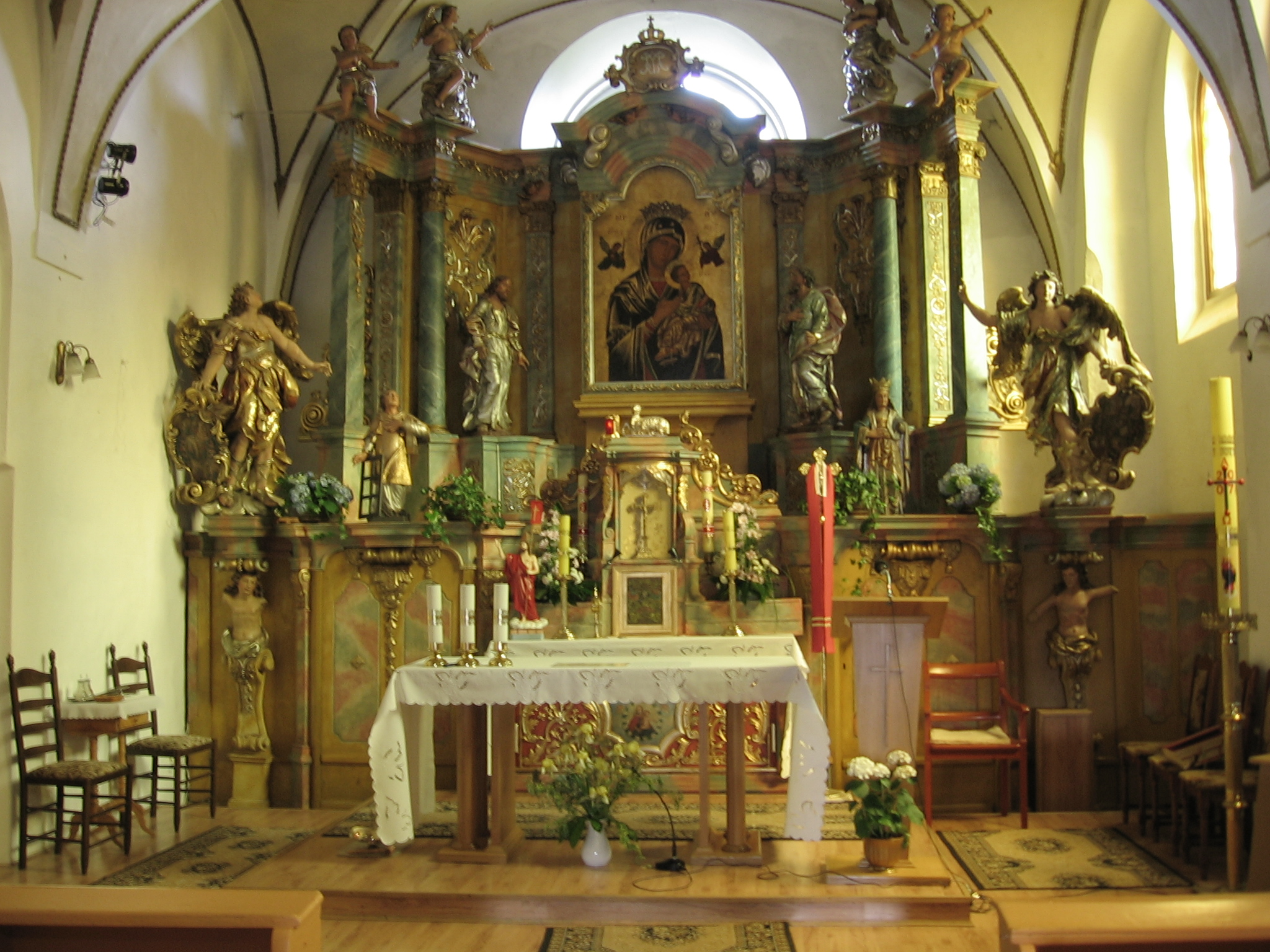
Ołtarz główny
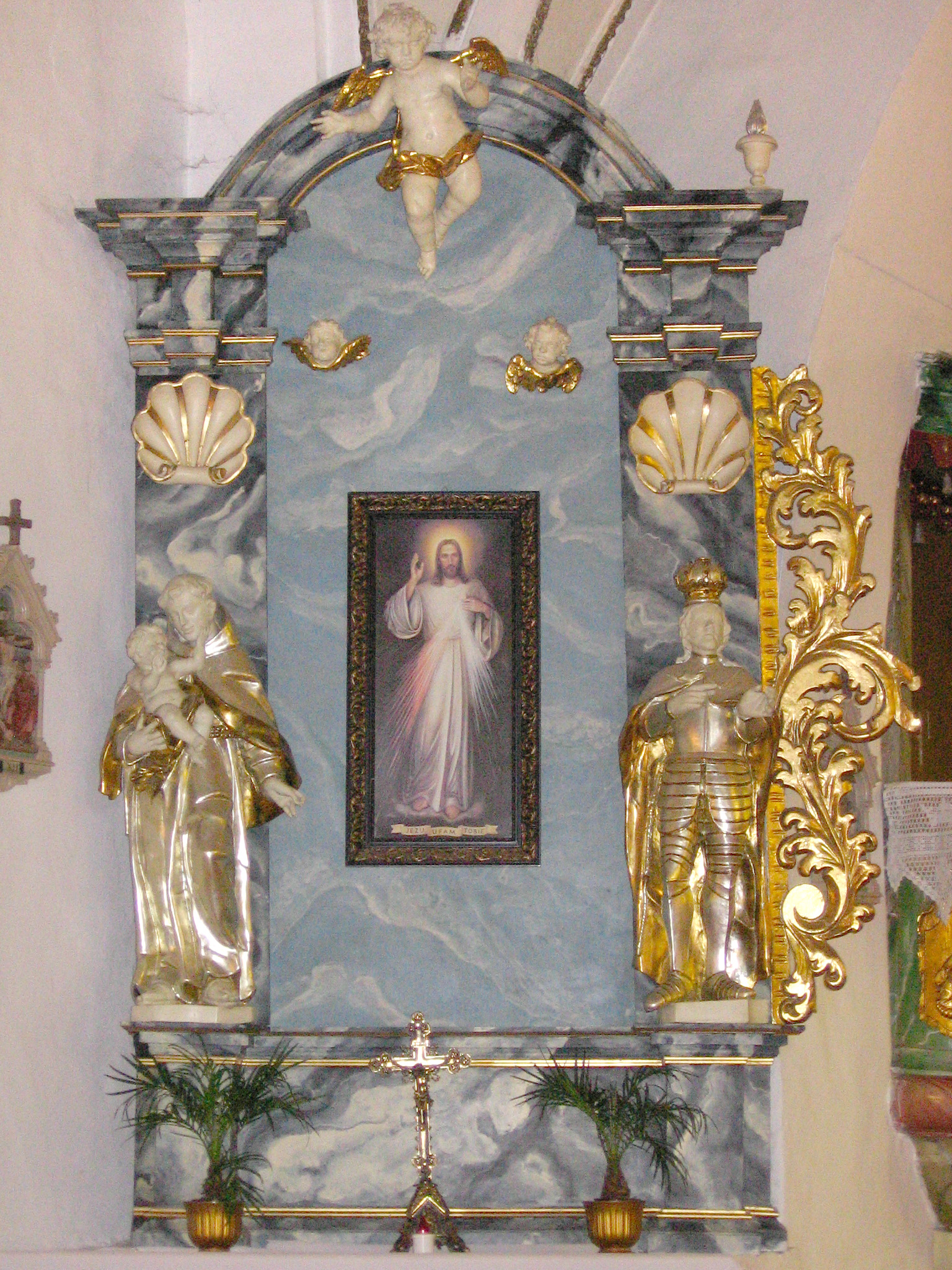
Ołtarz boczny lewy
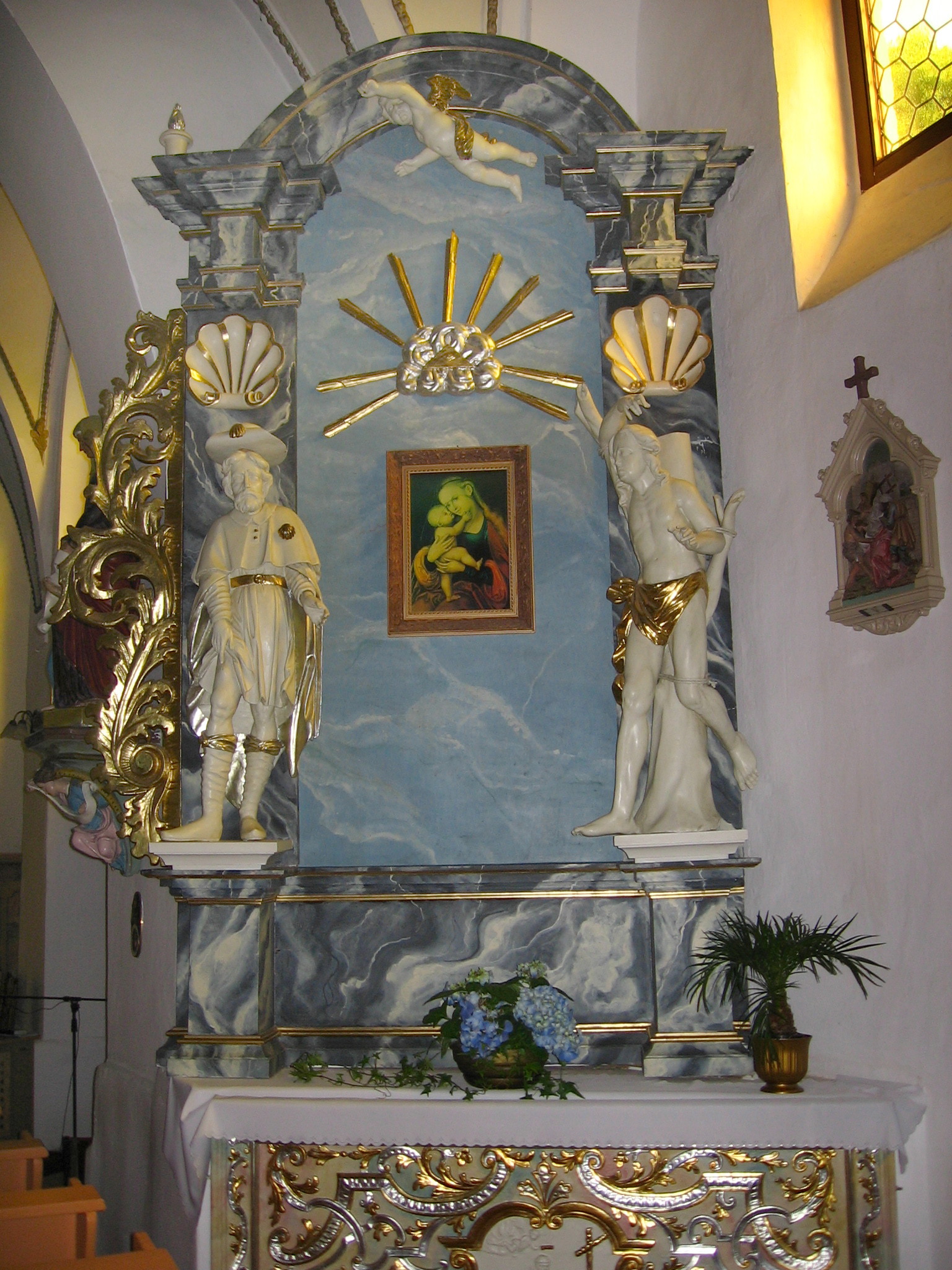
Ołtarz boczny prawy
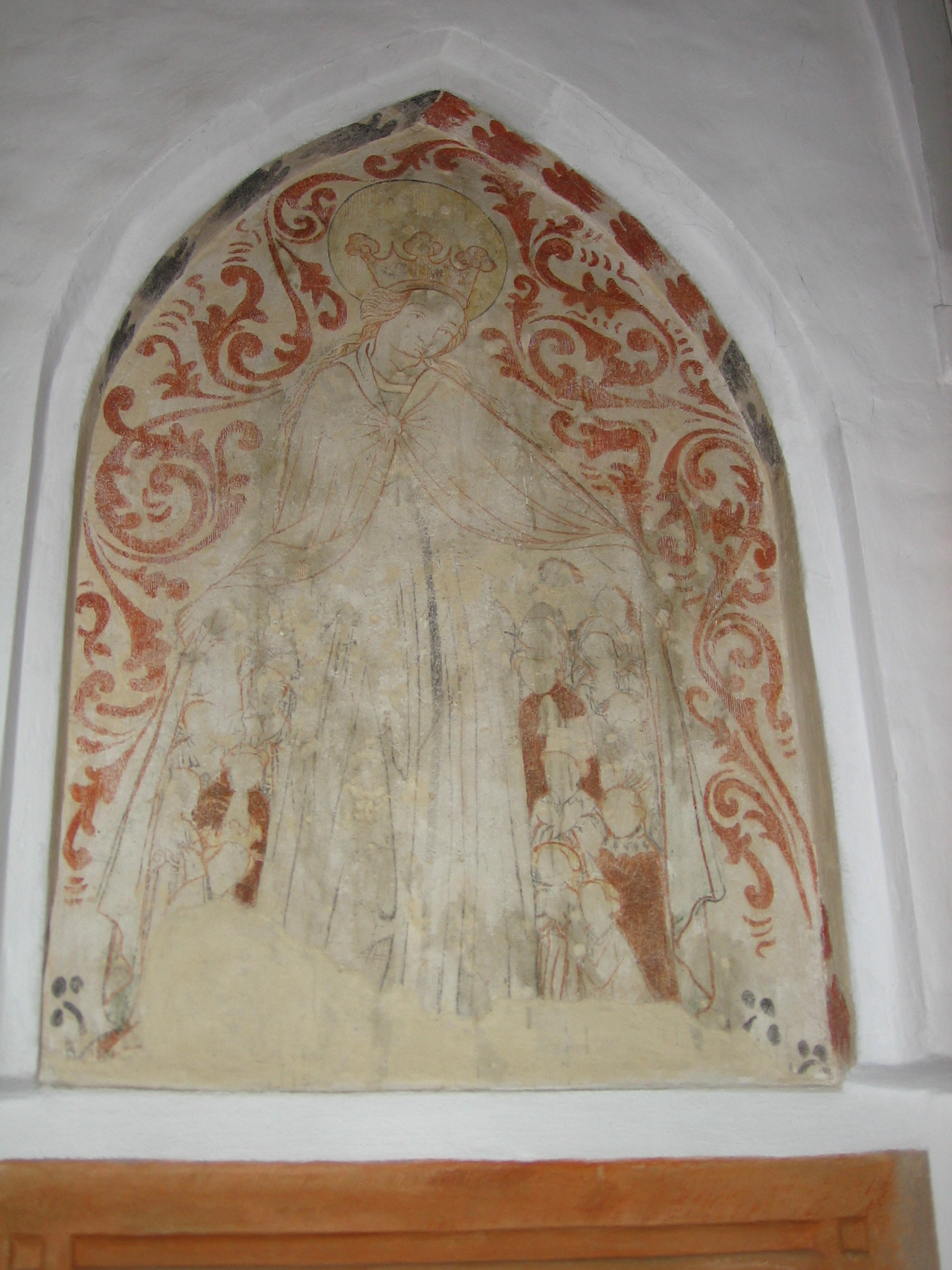
Fresk
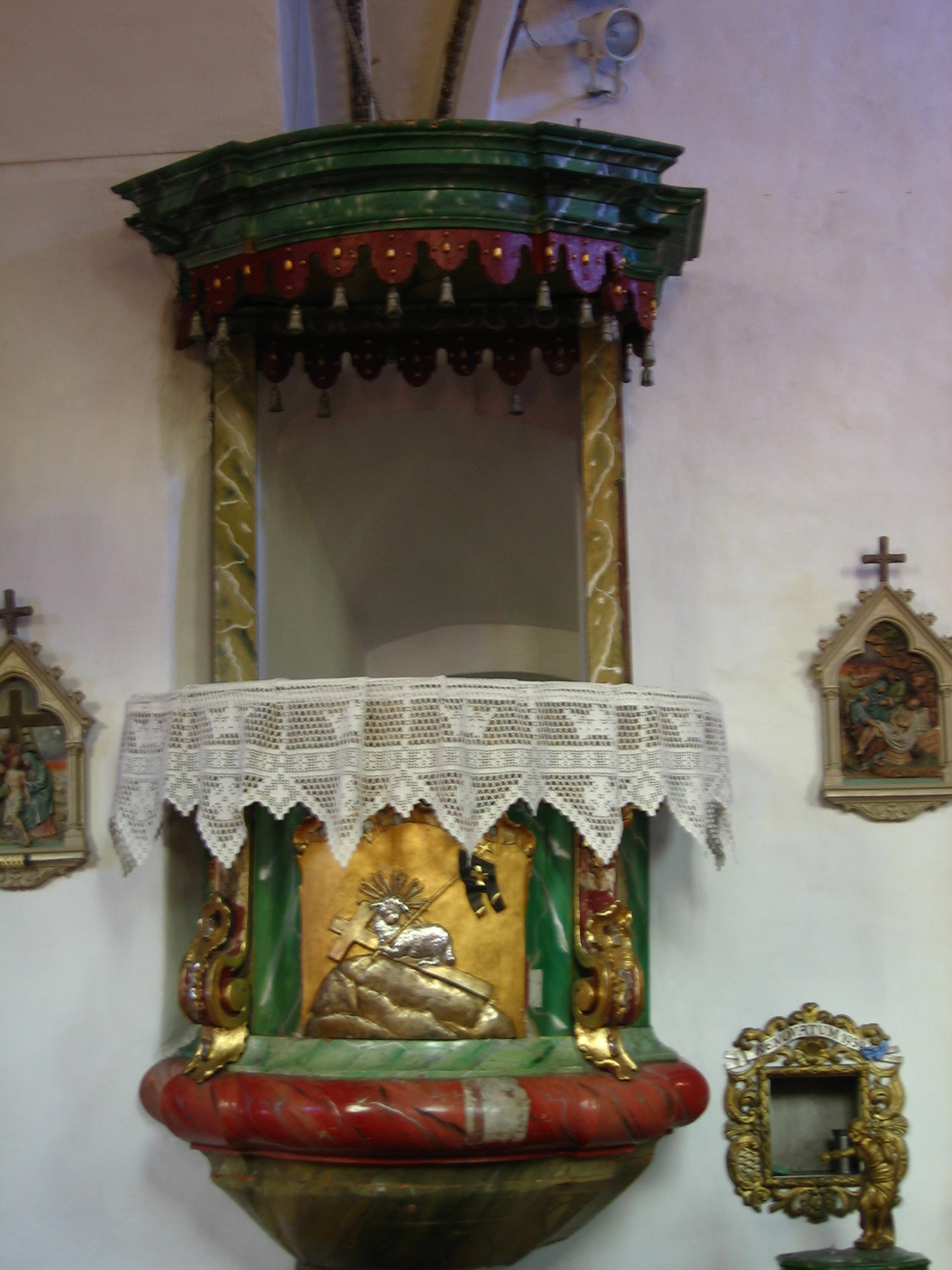
Ambona
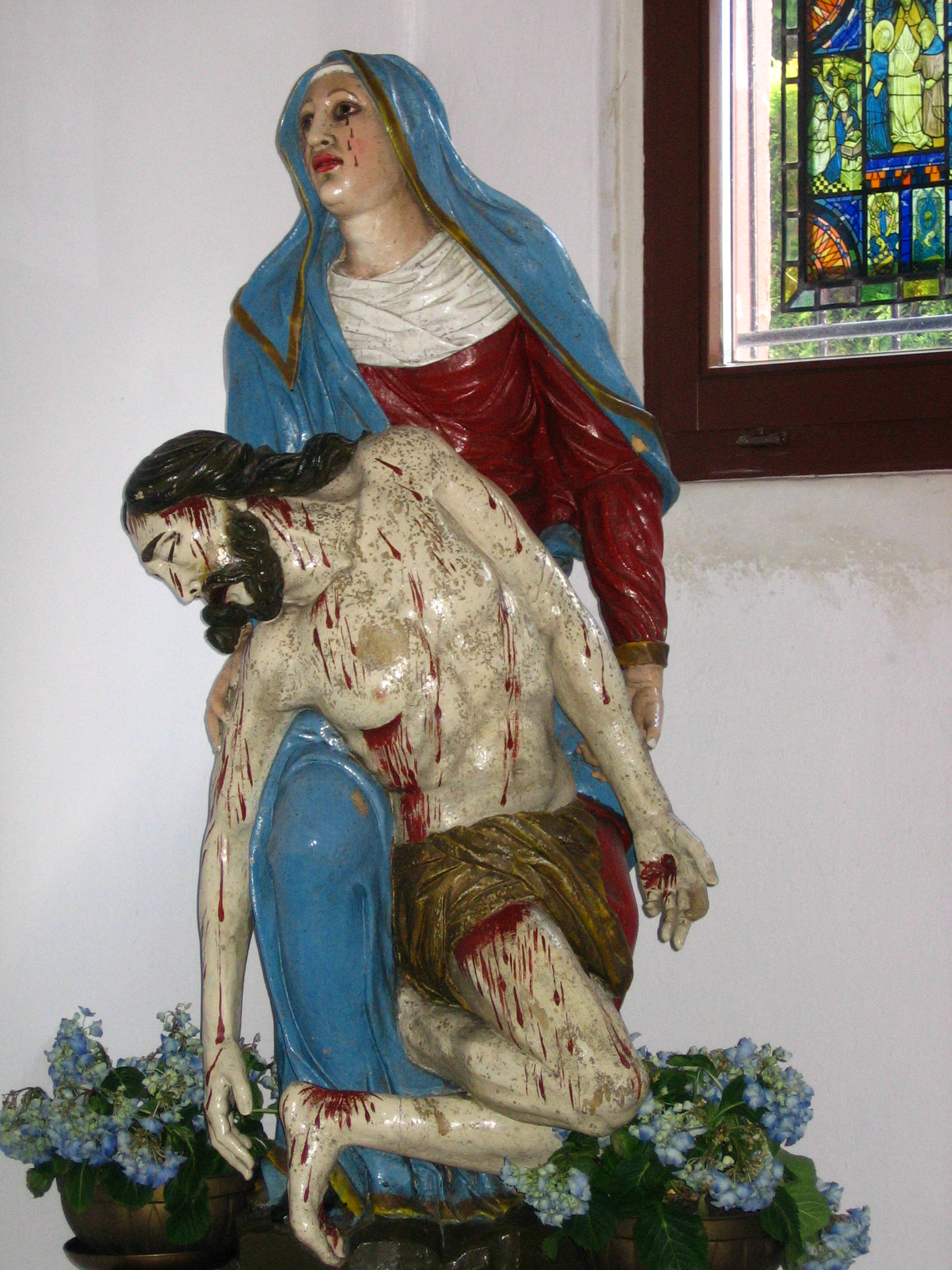
Pietà
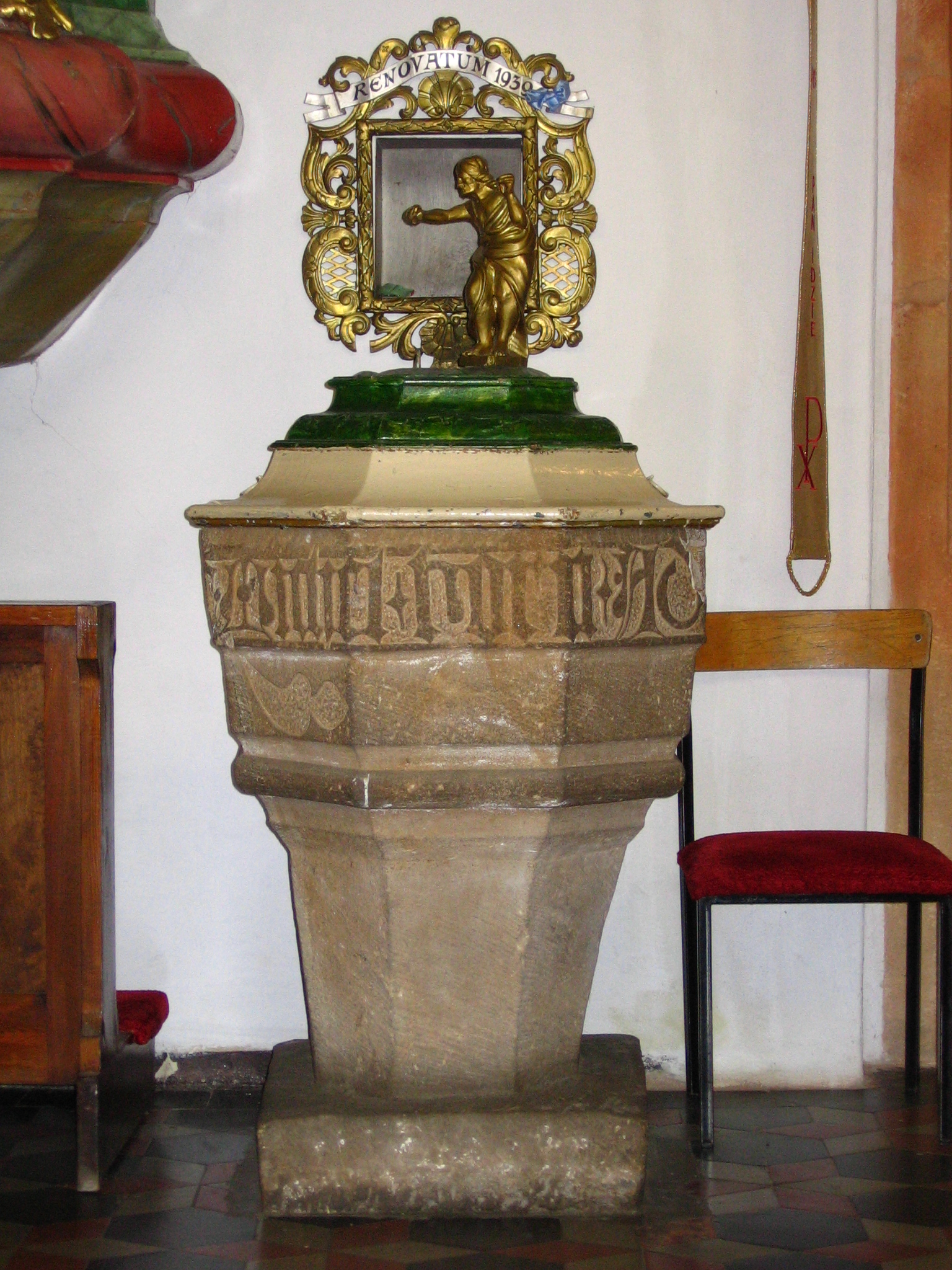
Chrzcielnica